# Cussy-en-Morvan
Cussy-en-Morvan est une commune française située dans le département de Saône-et-Loire, en région Bourgogne-Franche-Comté.

## Géographie
Situé dans le massif du Morvan, à 478 m d'altitude (au niveau de la mairie), le village se trouve à l'extrême nord de la Saône-et-Loire, étroitement limitrophe de la Nièvre et plus largement de l'enclave de Ménessaire, rattachée à la Côte-d'Or. La commune est située au cœur du parc naturel régional du Morvan et en présente toutes les caractéristiques : paysages vallonnés, fermes en pierres, élevage de charolais, commerce du bois, randonnée (VTT, équitation, marche à pied).
La commune s'étend sur 34,8 km2 et compte 472 habitants selon le dernier recensement de la population datant de 2007. Avec une densité de 13,6 habitants par km2, Cussy-en-Morvan a connu une hausse de 1,7 % de sa population par rapport à 1999. Elle comporte une quarantaine de hameaux.
Entouré par les communes de La Petite-Verrière, Anost, Gien-sur-Cure (Nièvre), Ménessaire (Côte-d'Or), Chissey-en-Morvan, Lucenay-l'Évêque et Sommant, Cussy-en-Morvan est situé à 19 km au nord-ouest d'Autun, la plus grande ville à proximité. La rivière de Cussy (bassin de la Celle) est le principal cours d'eau qui traverse le village. Le Vernet, Le Grand Vernet, le ruisseau de Davelle, le ruisseau de la Gagère et le ruisseau du Fourneau coulent également dans cette commune.
En plus du bourg, Cussy-en-Morvan est composé de 38 hameaux : Allye, Bollère, Champotot, Chèvre, Davelle, Ez Prés, Faye, Frétoy, la Forge, la Guénarde, la Vallée, le Champs Long, le Colombier, le Crapissot, le Crot, le Crot Noir, le Montet, le Moulin, le Prey, les Bouaux, les Champs de Chose, les Champs Devant, les Chaules, les Chazets, les Grandes Pièces, les Grands Genêts, les Jours, les Plats, le Thil, le Vernois, Maison Bourgoux, Marey, Montcimet, Montloiron, Thivelle, Vignerux, Villeboeuf, Vismogey.

### Climat
Pour des articles plus généraux, voir Climat de la Bourgogne-Franche-Comté et Climat de Saône-et-Loire.
En 2010, le climat de la commune est de type climat de montagne, selon une étude du Centre national de la recherche scientifique s'appuyant sur une série de données couvrant la période 1971-2000. En 2020, Météo-France publie une typologie des climats de la France métropolitaine dans laquelle la commune est exposée à un climat océanique altéré et est dans la région climatique Lorraine, plateau de Langres, Morvan, caractérisée par un hiver rude (1,5 °C), des vents modérés et des brouillards fréquents en automne et hiver.
Pour la période 1971-2000, la température annuelle moyenne est de 10 °C, avec une amplitude thermique annuelle de 16,5 °C. Le cumul annuel moyen de précipitations est de 1 185 mm, avec 13,6 jours de précipitations en janvier et 8,8 jours en juillet. Pour la période 1991-2020, la température moyenne annuelle observée sur la station météorologique de Météo-France la plus proche, « Chateau Chinon », sur la commune de Château-Chinon (Ville) à 18 km à vol d'oiseau, est de 10,5 °C et le cumul annuel moyen de précipitations est de 1 252,3 mm. 
La température maximale relevée sur cette station est de 38,8 °C, atteinte le 25 juillet 2019 ; la température minimale est de −21,3 °C, atteinte le 10 février 1956,,.
Les paramètres climatiques de la commune ont été estimés pour le milieu du siècle (2041-2070) selon différents scénarios d'émission de gaz à effet de serre à partir des nouvelles projections climatiques de référence DRIAS-2020. Ils sont consultables sur un site dédié publié par Météo-France en novembre 2022.

## Urbanisme

### Typologie
Au 1er janvier 2024, Cussy-en-Morvan est catégorisée commune rurale à habitat très dispersé, selon la nouvelle grille communale de densité à sept niveaux définie par l'Insee en 2022.
Elle est située hors unité urbaine. Par ailleurs la commune fait partie de l'aire d'attraction d'Autun, dont elle est une commune de la couronne,. Cette aire, qui regroupe 42 communes, est catégorisée dans les aires de moins de 50 000 habitants,.

### Occupation des sols
L'occupation des sols de la commune, telle qu'elle ressort de la base de données européenne d’occupation biophysique des sols Corine Land Cover (CLC), est marquée par l'importance des forêts et milieux semi-naturels (62,3 % en 2018), une proportion identique à celle de 1990 (62,3 %). La répartition détaillée en 2018 est la suivante : forêts (62,3 %), prairies (35,1 %), zones agricoles hétérogènes (1,5 %), zones urbanisées (1 %). L'évolution de l’occupation des sols de la commune et de ses infrastructures peut être observée sur les différentes représentations cartographiques du territoire : la carte de Cassini (XVIIIe siècle), la carte d'état-major (1820-1866) et les cartes ou photos aériennes de l'IGN pour la période actuelle (1950 à aujourd'hui).

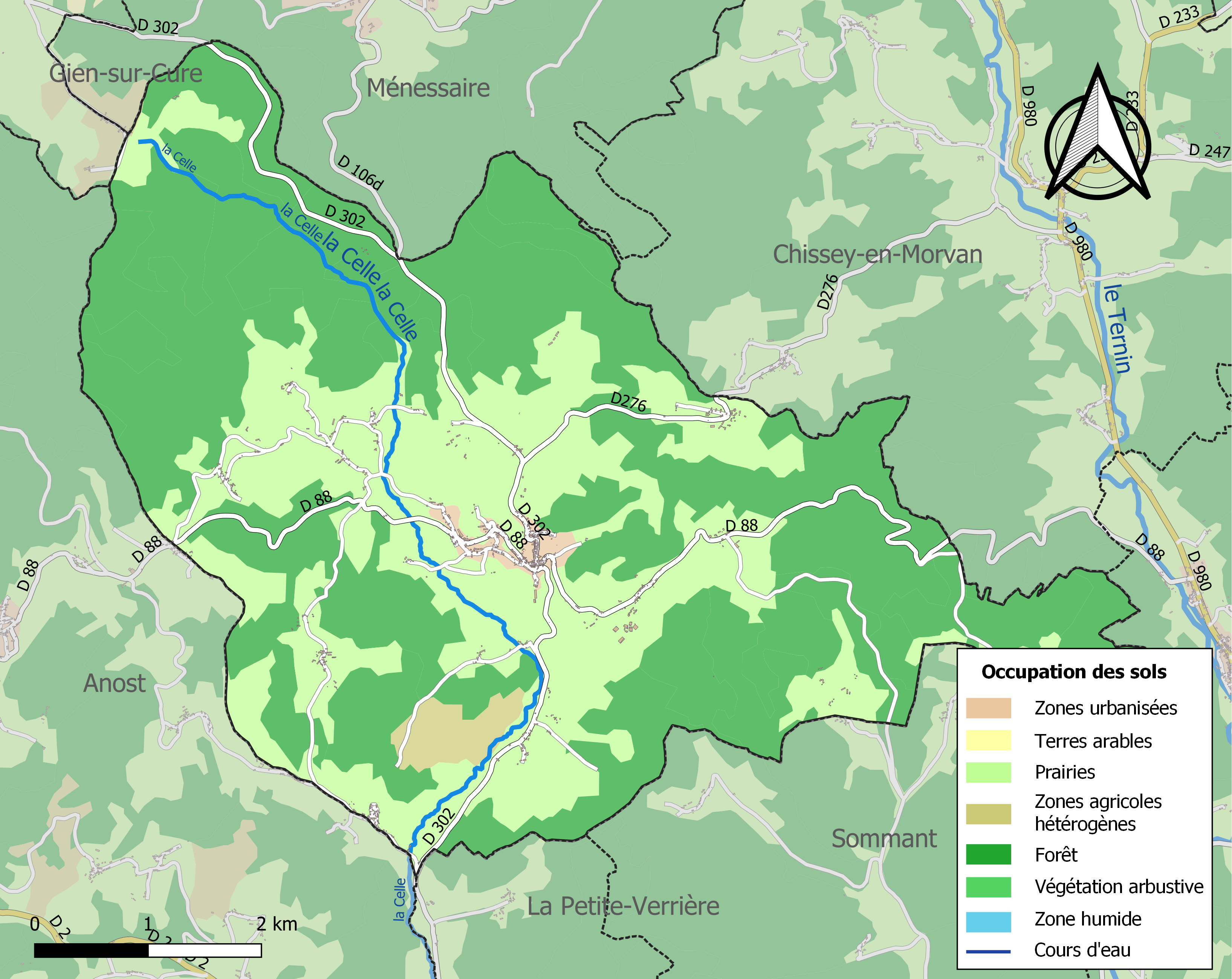
Carte des infrastructures et de l'occupation des sols de la commune en 2018 (CLC).

## Histoire
Cussy apparaît pour la première fois dans un texte écrit en 936, sous la forme Cociacum (puis Cuceium, Cucei).
Le 6 juin 1455, Jean de Marrey, écuyer, seigneur des Jours fait l'acquisition de la seigneurie de Marrey, de Catherine de Courvol, épouse de Jean de Marrey, chevalier, sire de Villaines.
Philippe III le Bon, duc de Bourgogne, en cède la mouvance à Michel de Chaugy, dit le Brave, le 31 janvier 1462.
Vers 1500 Jean de Marrey construit une maison forte, commencée par ses prédécesseurs, « une maison de dix toises de long et cinq toises de large, avec deux demi-ronds de pierre. La maison est sans fossé, créneau, ni pont levis ».

## Politique et administration
| Période                                  | Période        | Identité                     | Étiquette | Qualité                |
| ---------------------------------------- | -------------- | ---------------------------- | --------- | ---------------------- |
| décembre 1792                            | janvier 1795   | Rozier                       |           |                        |
| janvier 1795                             | janvier 1796   | Simon Simon                  |           |                        |
| janvier 1796                             | septembre 1797 | Claude Grassot               |           |                        |
| septembre 1797                           | mai 1798       | Duprey                       |           |                        |
| mai 1798                                 | novembre 1800  |                              |           |                        |
| novembre 1799                            | mai 1800       | Rozier                       |           |                        |
| mai 1800                                 | septembre 1804 | Claude Grassot               |           |                        |
| septembre 1804                           | juin 1816      | Martenne                     |           | Capitaine d'artillerie |
| juin 1816                                | septembre 1821 | Vieillard                    |           |                        |
| septembre 1821                           | décembre 1822  | Martenne                     |           | Capitaine d'artillerie |
| janvier 1823                             | avril 1834     | Lazare Dureuil               |           |                        |
| avril 1834                               | avril 1835     | François Laurent Bourceret   |           |                        |
| avril 1835                               | novembre 1846  | Lazare Bigeard               |           |                        |
| novembre 1846                            | septembre 1852 | Antoine Sigaud               |           |                        |
| septembre 1852                           | décembre 1859  | Jean Maratray                |           |                        |
| janvier 1860                             | 1865           | Claude Jean Lazare Gibassier |           |                        |
| 1865                                     | février 1874   | Philibert Gilliot            |           |                        |
| février 1874                             | 1875           | Jean Lacomme                 |           |                        |
| 1875                                     | 1876           |                              |           |                        |
| 1876                                     | 1895           | Jean Machin                  |           | Marchand de tissus     |
| 1895                                     |                | Charles Houzé                |           |                        |
| octobre 1947                             | juillet 1963   | Albert Lamu                  |           |                        |
| juillet 1963                             | mars 1973      | Claudius Duprey              |           |                        |
| mars 1973                                | mars 1977      | Claude Lavesvre              |           |                        |
| mars 1977                                | mars 2001      | Jean Gaudillot               | DVG       |                        |
| mars 2001                                | février 2020   | Guy-François Verdier         | DVG       |                        |
| février 2020                             | en cours       | Norbert Estienne             | S.E.      |                        |
| Les données manquantes sont à compléter. |                |                              |           |                        |

## Démographie
L'évolution du nombre d'habitants est connue à travers les recensements de la population effectués dans la commune depuis 1793. Pour les communes de moins de 10 000 habitants, une enquête de recensement portant sur toute la population est réalisée tous les cinq ans, les populations de référence des années intermédiaires étant quant à elles estimées par interpolation ou extrapolation. Pour la commune, le premier recensement exhaustif entrant dans le cadre du nouveau dispositif a été réalisé en 2007.

En 2022, la commune comptait 355 habitants, en évolution de −13,2 % par rapport à 2016 (Saône-et-Loire : −1,06 %, France hors Mayotte : +2,11 %).
| 1793  | 1800  | 1806  | 1821  | 1831  | 1836  | 1841  | 1846  | 1851  |
| ----- | ----- | ----- | ----- | ----- | ----- | ----- | ----- | ----- |
| 1 311 | 1 187 | 1 355 | 1 410 | 1 454 | 1 747 | 2 035 | 2 001 | 1 992 |

| 1856  | 1861  | 1866  | 1872  | 1876  | 1881  | 1886  | 1891  | 1896  |
| ----- | ----- | ----- | ----- | ----- | ----- | ----- | ----- | ----- |
| 1 941 | 2 016 | 2 105 | 2 257 | 2 350 | 2 472 | 2 424 | 2 151 | 2 077 |

| 1901  | 1906  | 1911  | 1921  | 1926 | 1931  | 1936  | 1946  | 1954 |
| ----- | ----- | ----- | ----- | ---- | ----- | ----- | ----- | ---- |
| 1 951 | 1 865 | 1 658 | 1 293 | 579  | 1 166 | 1 098 | 1 006 | 814  |

| 1962 | 1968 | 1975 | 1982 | 1990 | 1999 | 2006 | 2007 | 2012 |
| ---- | ---- | ---- | ---- | ---- | ---- | ---- | ---- | ---- |
| 734  | 672  | 522  | 505  | 509  | 465  | 461  | 460  | 455  |

| 2017 | 2022 | - | - | - | - | - | - | - |
| ---- | ---- | - | - | - | - | - | - | - |
| 388  | 355  | - | - | - | - | - | - | - |

## Économie
De nombreux gîtes peuvent accueillir les voyageurs. Le village subsiste grâce à l'investissement de ses habitants.
Il y a une épicerie, un coiffeur, un bar-restaurant, diverses petites entreprises, une école, un bureau de poste, une bibliothèque et un médecin.
La commune comporte de nombreuses résidences secondaires et attire notamment des néerlandais.
Des artistes et des artisans sont installés à Cussy-en-Morvan, vraisemblablement pour le calme et pour le mode de vie : peintres, sculpteurs, couteliers...

## Culture locale et patrimoine

### Lieux et monuments

#### Église Saint Léger
L'église de Cussy-en-Morvan, aujourd'hui église saint Léger, était autrefois dédiée aux saints Pierre et Paul. On retrouve des écrits dès 936 au sujet de cette église mais les deux chapelles de l'église datent du XVIe siècle.
Le chœur de l'église fut agrandi en 1850, ainsi que les nefs centrale et latérales. La flèche du clocher quant à elle a été remontée en 1865. Les travaux d'agrandissements qui lui donnent son aspect actuel furent achevés en 1885.
L'ancienne cloche a été refondue en 1858 et deux nouvelles cloches installées par le fondeur de l'empereur (Auguste Hildebrand à Paris) : une cloche baptisée Philiberte (500 kg, parrain Claude Duprez, prêtre, et marraine Philiberte Monnier, dame Gilot) et une cloche baptisée Marie (parrain François Marmillot, de Cussy, prêtre, et marraine Marie Gibassier).

#### Lavoir
Le lavoir, qui se situe dans le bas du village de Cussy, a été en 2005 entièrement rénové. Il est constitué de pierres à laver, la rivière passant au centre du lavoir. Il est abrité d'une simple charpente en bois, recouverte d'ardoises, typique du Morvan.

#### Mairie, écoles et arcades

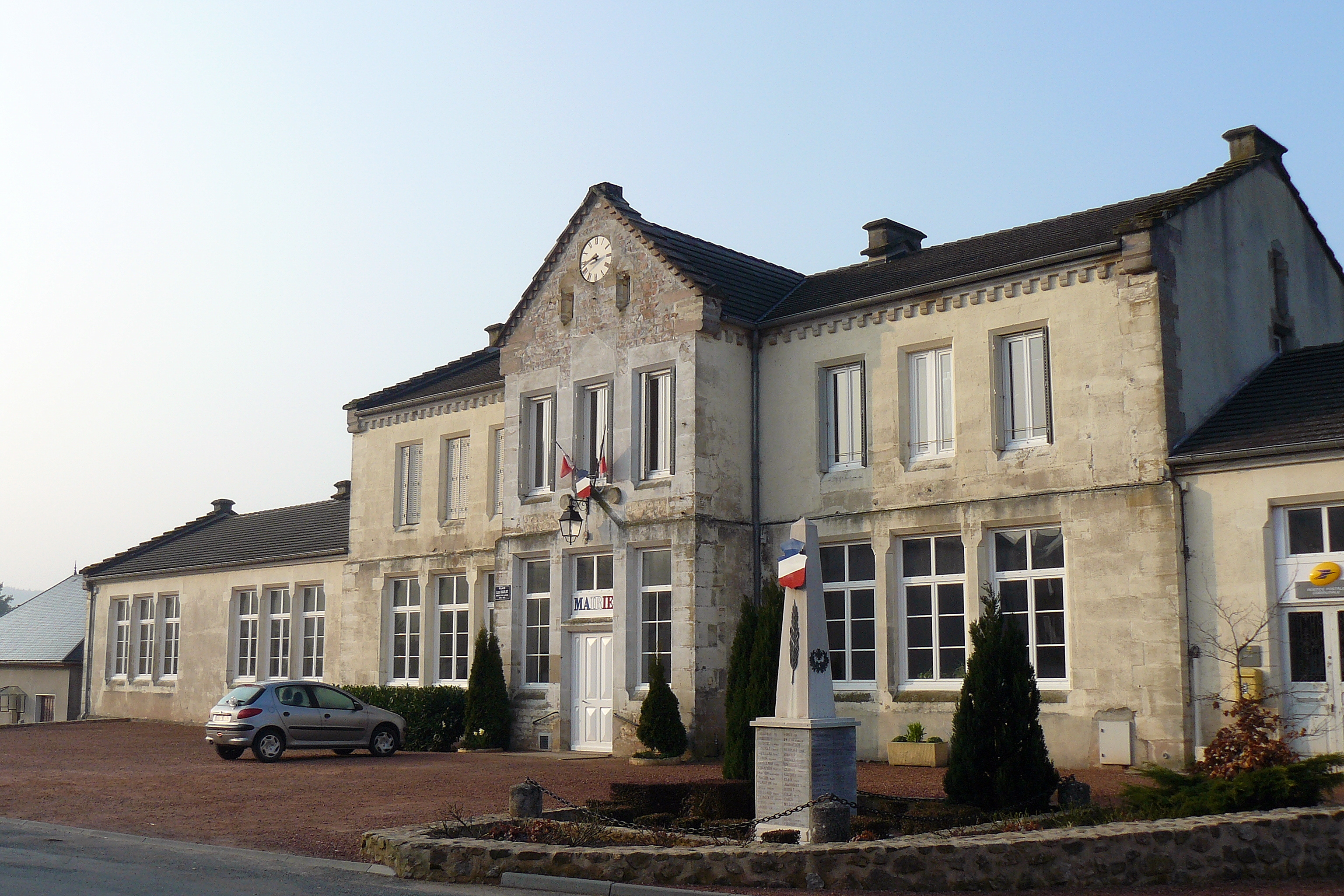
La mairie-école de Cussy-en-Morvan.

La mairie école fut construite en 1887–1888 par l'architecte François Dulac, puis achevée par l'architecte autunois Guerrin. Le bâtiment comporte au sud treize arcades,. Sa façade a été restaurée récemment, malheureusement en recouvrant les magnifiques pierres de son mur qui sont apparues pendant les travaux.

#### Chapelle
Une petite chapelle se trouve au hameau de Montcimet construite en 1620 par le Seigneur de Montcimet, Henri de Gaudry comme l'atteste la présence d'une pierre incrustée dans le mur portant l'inscription H 1620 G.

### Personnalités liées à la commune
- Le peintre Louis Charlot (1878-1951) est né dans cette commune.
- La famille du peintre Michel Dureuil (1929-2011) est originaire de cette commune et d'Anost.

## Pour approfondir